# Auf Achse (Album)
Auf Achse ist das zweite auf Deutsch gesungene Studioalbum der Countryband Truck Stop. Es erschien im Jahr 1978. Es ähnelt durch die Texte dem Vorgängeralbum Zuhause.

## Titelliste
1. Nashville Tennessee (Text: Eckardt/Musik: Reichling)
2. Hannas Mann (Text: Bach/Musik: Grabowsky)
3. Ich rauch’ zuviel (Text: Kristofferson/Musik: Grabowsky)
4. Der Tramp (Text: Eckardt/Musik: Reichling)
5. Der letzte Trip (Text: Kristofferson/Musik: Grabowsky)
6. Amerika (Text: Eckardt/Musik: Reichling)
7. Kopf oder Zahl (Text: Bach/Musik: Grabowsky)
8. Jeden Tag in einer anderen Stadt (Text: Eckardt/Musik: Reichling)
9. Der König von der Autobahn (Text und Musik: Doll)
10. Sie will zurück nach München (Text: Berndt/Musik: Eckardt, Berndt)
11. Die Zeiten (Text und Musik: Berndt)
12. Jetzt ist Schluss (Text und Musik: Mareno, Black, Gillespie, Krüger)

## Bemerkungen
Das Texter-Duo bestehend aus Holger Grabowsky und Claus Dieter „Opa“ Eckardt, das schon bei Zuhause miteinander arbeitete, wurde ab diesem Album zum festen Background der Band.  Uwe Lost, der bis 2021 in der Band Bassist, Akkordeonist, Sänger und Produzent war, feierte auf dieser Platte sein Debüt. Auf einigen Songs hört man dennoch Rudolf Steinmetz an der Gitarre, da dieser noch im Studio aushalf (bei den Titeln Kopf oder Zahl, Amerika und Sie will zurück nach München).